# Криголам (фільм, 2016)
«Криголам» (рос. Ледокол) — російський фільм-катастрофа 2016 року режисера Миколи Хомерікі, з Петром Федоровим і Сергієм Пускепалісом у головних ролях. Виробництвом займалася студія «ПРОФІТ».
Прем'єра в Росії відбулась 20 жовтня 2016 року.
Сюжет фільму частково заснований на реальних подіях, що відбулися в 1985 році з криголамом «Михайло Сомов», який був затиснутий антарктичними льодами, та провів у вимушеному дрейфі 133 дні.

## Сюжет
Весна 1985 року. Криголам «Михайло Громов» йде біля узбережжя Антарктиди. Прямо по курсу з'являється айсберг і капітан Петров вирішує обійти його. Але у цей момент пасажир корабля та пес падають за борт. Через рятувальну операцію корабель не встигає розминутися з айсбергом, зачіпає його та частково деформується.
Старший помічник, який проявляє антипатію до Петрова, повідомляє про надзвичайну подію на судні в Ленінград, звідти приходить телеграма про відсторонення капітана. На судно гелікоптером відправляють нового капітана — Валентина Севченка, людину безкомпромісну та владну. Він тут же вступає в конфронтацію з відстороненим капітаном Андрієм Петровим, звинувачуючи останнього в недолугості та як наслідок — у тому, що трапилося нещастя. Під управлінням Севченка криголам встає у льодах. Його дії розпалюють і без того важку атмосферу на судні: у моряків починають здавати нерви, що провокує конфлікт всередині команди. В очікуванні порятунку екіпаж корабля проводить 133 дні серед криги.

## У ролях
| Актор                | Роль               |
| -------------------- | ------------------ |
| Петро Федоров        | Андпій Петров      |
| Сергій Пускепаліс    | Валентин Севченко  |
| Олександр Яценко     | Віталя Цимбалістий |
| Олександр Паль       | Микола Кукушкін    |
| Виталій Хаєв         | Баннік             |
| Ганна Михалкова      | Галина Севченко    |
| Ольга Філімонова     | Людмила Петрова    |
| Олексій Барабаш      | Анатолій Єремеєв   |
| Артур Ваха           | Професор Акулов    |
| Дмитро Поднозов      | Лікар Долгов       |
| Станіслав Рядинський | Борис Зорькін      |
| Дмитро Муляр         | Володимир Сафонов  |

## Виробництво

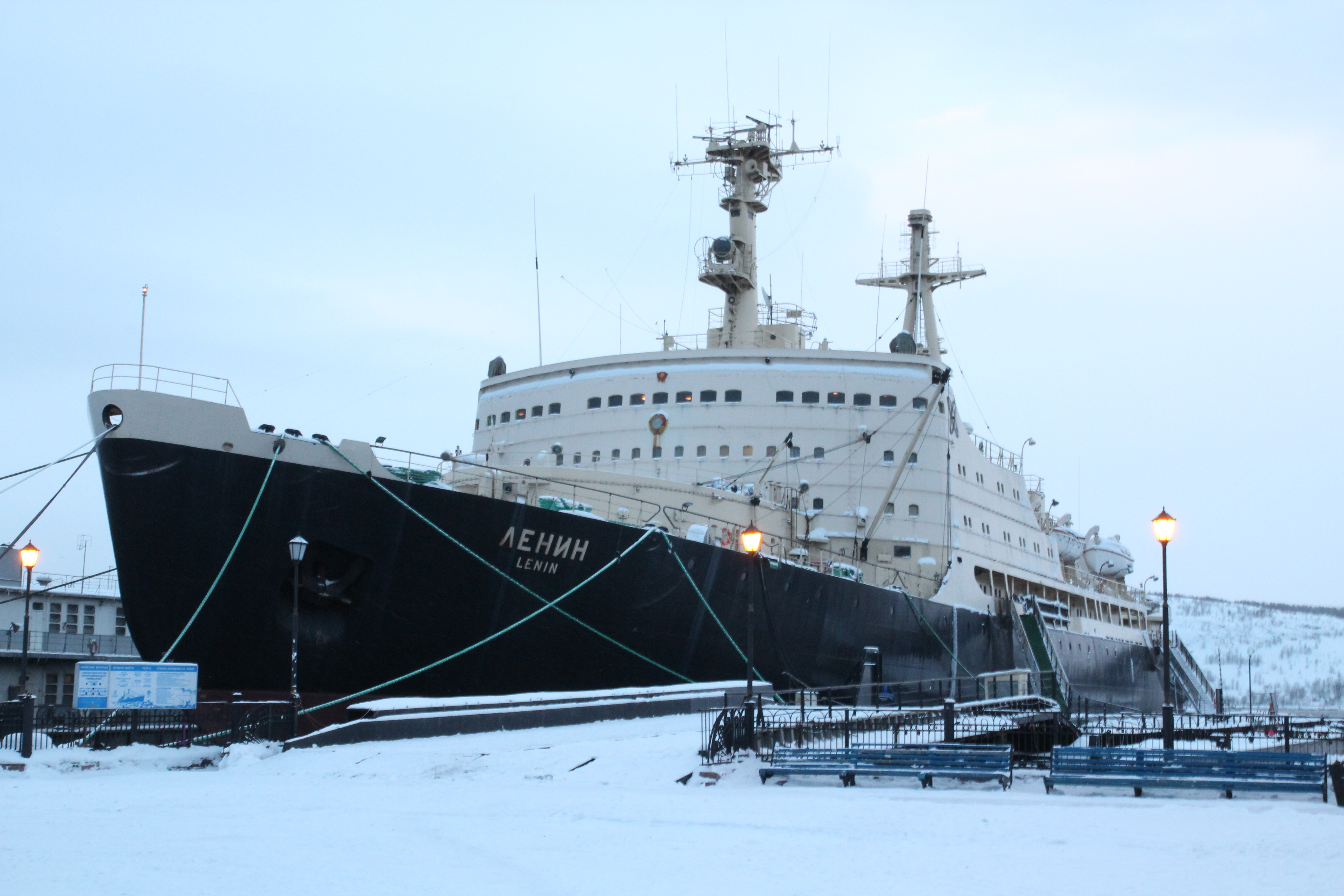
Атомний криголам «Ленін» (2013 рік)

Зйомки фільму проходили у важких погодних умовах в Мурманську, Санкт-Петербурзі, Севастополі та в горах Кольського півострова — Хібінах протягом 3,5 місяців. Для зйомок фільму використовували атомний криголам «Ленін», який на даний момент виведений з експлуатації та поставлений на вічну стоянку в Мурманську.

## Маркетинг
У листопаді 2015 року було опубліковано перший тизер фільму, який за кілька днів отримав 1,5 млн переглядів на YouTube. У червні 2016 року вийшов перший оригінальний трейлер, у вересні того ж року другий.

## Сприйняття

### Касові збори
Фільм очолив російський прокат у перші вихідні, обійшовши американський бойовик «Джек Річер: Не відступай» з Томом Крузом у головній ролі, зібравши 127,3 млн руб (129). Однак у підсумку фільм в прокаті зібрав менш як 60 % від витраченої на нього суми.

### Критика
Сайт film.ru називає фільм тягомотним і не захоплюючим. Kommersant.ru описує фільм як «розумне, цільне та кристально чисте кіно про застряглих в льодах суворих чоловіків». Оглядач «Forbes» висловився: «Багато надуманого, але виглядає чудово».

### Номінації та нагороди
| Нагороди та номінації фільму «Криголам» | Нагороди та номінації фільму «Криголам» | Нагороди та номінації фільму «Криголам» | Нагороди та номінації фільму «Криголам»        | Нагороди та номінації фільму «Криголам» | Нагороди та номінації фільму «Криголам» |
| Рік                                     | Кінофестиваль/кінопремія                | Категорія/нагорода                      | Номінант                                       | Результат                               |                                         |
| --------------------------------------- | --------------------------------------- | --------------------------------------- | ---------------------------------------------- | --------------------------------------- | --------------------------------------- |
| 2017                                    | «Золотий орел»                          | Найкращі візуальні ефекти               | Amalgama Studio, Algous Studio, Film Direction | Номінація                               |                                         |
| 2017                                    | «Золотий орел»                          | Найкращий ігровий фільм                 | Микола Хомерікі, Ігор Толстунов, Сергій Козлов | Номінація                               |                                         |
| 2017                                    | «Золотий орел»                          | Найкращий монтаж фільму                 | Іван Лебедєв                                   | Номінація                               |                                         |
| 2017                                    | «Золотий орел»                          | Найкраща робота звукорежисера           | Олександр Копєйкін                             | Номінація                               |                                         |